# ضفيرة جناحية
الضفيرة الجناحية هي ضفيرة وريدية ذات حجم مقدر، وتقع هذه الضفيرة بين العضلة الصدغية والعضلة الجناحية الوحشية وجزئيا بين العضلتين الجناحية.

## الروافد
تستقبل الضفيرة روافد تتناظر مع تفرعات شريان الفك العلوي.
ولذلك فهي تستقبل الأوردة التالية:
- الوريد الوتدي الحنكي
- الوريد السحائي الأوسط
- الأوردة العميقة الصدغية (الأمامية والخلفية)
- الوريد الجناحي
- الوريد الماضغي
- وريد المبوّقة
- الوريد السنخي
- بعض الأوردة الحنكية (الوريد الحنكي الذي يتفرع إلى الوريد الحنكي الكبير والصغير)
- تفرع يرتبط مع الوريد العيني من خلال الشق الحجاجي السفلي
- وريد تحت الحجاج

## الإرتباط
هذه الضفيرة ترتبط بشكل حر مع الوريد الوجهي الأمامي، وتتصل أيضًا مع الجيب الكهفي عن طريق تفرعات من خلال الثقب المشبري الوتدي، والثقب البيضوي، والثقب الممزق.
قد تنتقل العدوى من الجزء السطحي للوجه إلى الجيب الكهفي، وذلك بسبب اتصال الضفيرة مع الجيب الكهفي، والتي قد تسبب أحيانًا خثار الجيب الكهفي. من مضاعفات هذا الخثار: وذمة في جفون العين والملتحمة، وشلل في الأعصاب القحفية التي تعبر عبر الجيب الكهفي.
الضفيرة الجناحية تعبر لتصبح وريد الفك العلوي. يتحد وريد الفك العلوي والوريد الصدغي السطحي، ليصبحا وريد خلف الفك السفلي. يقوم بعد ذلك التفرع الخلفي لوريد خلف الفك السفلي، والوريد الأذني الخلفي بتكوين الوريد الوداجي الظاهر، والذي يصب أخيرًا في وريد تحت الترقوة.

## روابط خارجية
- صور تشريحية:27:13-0100 في مركز داونستيت الطبي التابع لجامعة نيويورك - "الحفرة تحت الصدغية:الضفيرة الجناحية للأوردة"